# Tipula aspidoptera
Tipula aspidoptera är en tvåvingeart som beskrevs av Alexander 1916. Tipula aspidoptera ingår i släktet Tipula och familjen storharkrankar. Inga underarter finns listade i Catalogue of Life.